# Vincenzo Raimondini
Vincenzo Raimondini (* 1758 in Messina; † 1811 in Neapel)  war ein italienischer Geologe.
Raimondini studierte in Neapel Medizin, Chemie, Geologie und Mineralogie und unternahm 1789 mit mehreren anderen Wissenschaftlern aus Neapel eine Studienreise nach Deutschland und Frankreich. 1793 war er erneut in Deutschland bei dem damals führenden Geologen Abraham Gottlob Werner. Danach befasste er sich mit Mineralogie, Geologie und Metallurgie, wobei er mit seinem Freund Andrea Savaresi zusammenarbeitete, unter anderem in der geologischen Kartierung des Königreichs und bei der Begutachtung und Verbesserung von Eisenhütten in Kalabrien. 
Er wurde Direktor der des Königlichen Mineralienkabinetts in Neapel und Inspektor der Gewässer und Wälder des Königreichs Neapel, mit besonderer Zuständigkeit für Geologie und Mineralogie. Neben Giuseppe Melograni (1750–1827) und Matteo Tondi (1762–1835) lehrte er Mineralogie an der Universität Neapel und wurde Professor.